# Говард (округ, Техас)
Шаблон:StateAbbr_ 32°19′ пн. ш. 101°26′ зх. д. / 32.31° пн. ш. 101.44° зх. д.
Округ Говард (англ. Howard County) — округ (графство) у штаті Техас, США. Ідентифікатор округу 48227.

## Історія
Округ утворений 1882 року.

## Демографія
За даними перепису 2000 року загальне населення округу становило 33627 осіб, зокрема міського населення було 26299, а сільського — 7328. Серед мешканців округу чоловіків було 18205, а жінок — 15422. В окрузі було 11389 домогосподарств, 7946 родин, які мешкали в 13589 будинках. Середній розмір родини становив 3,07.
Віковий розподіл населення поданий у таблиці:
| Стать    | До 15 років | 15-21 | 22-29 | 30-39 | 40-49 | 50-65 | 65-85 | Понад 85 |
| -------- | ----------- | ----- | ----- | ----- | ----- | ----- | ----- | -------- |
| Чоловіки | 3415        | 1677  | 2269  | 3478  | 2899  | 2416  | 1888  | 163      |
| Жінки    | 3226        | 1600  | 1304  | 1914  | 2170  | 2361  | 2436  | 411      |

## Суміжні округи
- Борден — північ
- Скаррі — північний схід
- Мітчелл — схід
- Стерлінг — південний схід
- Гласскок — південь
- Мартін — захід
- Доусон — північний захід

## Виноски
1. ↑  U.S. Decennial Census. United States Census Bureau. Архів оригіналу за 26 квітня 2015. Процитовано 30 квітня 2015.
2. ↑  Texas Almanac: Population History of Counties from 1850–2010 (PDF). Texas Almanac. Архів оригіналу (PDF) за 26 лютого 2015. Процитовано 30 квітня 2015.
3. ↑  State & County QuickFacts. United States Census Bureau. Архів оригіналу за 18 жовтня 2011. Процитовано 17 грудня 2013.(англ.) Наведено за англійською вікіпедією.
4. ↑  American FactFinder. Бюро перепису населення США. Архів оригіналу за 21 травня 2008. Процитовано 31 січня 2008.

| США | Це незавершена стаття з географії США. Ви можете допомогти проєкту, виправивши або дописавши її. |